# Celeste Dalla Porta
Celeste Dalla Porta (Milán, 24 de diciembre de 1997) es una actriz y modelo italiana. Conocida por protagonizar la película Parthenope (2024) de Paolo Sorrentino.

## Biografía
Celeste Dalla Porta realizó talleres de teatro cuando era adolescente. De 2012 a 2017, estudió en la escuela de arte Liceo Artistico di Brera de Milán, donde se graduó con el bachillerato artístico (Maturità artistica). Luego siguió varios talleres de teatro danza, en particular con Antonella Bertoni (2018) y Julie Anne Stanzak (2018 y 2022). Dalla Porta se matriculó durante un semestre en la Escuela Internacional de Teatro Jacques Lecoq de París en 2018/19, y cursó un diploma en el Centro sperimentale di cinematografía de 2019 a 2021.
Empezó su carrera como actriz en 2021 apareciendo en cortometrajes italianos e interpretó un papel en la miniserie Red Mirror (2022). Adquirió notoriedad al protagonizar el largometraje Parthenope (2024) de Paolo Sorrentino, que también marcó su debut en el cine. La obra, cuyos otros papeles son interpretados por Stefania Sandrelli, Gary Oldman, Isabella Ferrari y Luisa Ranieri, participó en la competición principal del 77º Festival de Cannes.
Entre 2018 y 2020, Celeste Dalla Porta aceptó contratos de modelo para marcas de moda italianas. Es nieta del fotógrafo Ugo Mulas.

## Filmografía
- 2021: Cecita (cortometraje)
- 2022: Red Mirror (miniserie de televisión)
- 2022: La réplica (cortometraje)
- 2024: Parthenope